# Wisteria
Pour les articles homonymes, voir Glycine.
Genre
Classification phylogénétique
Wisteria est un genre de plantes à fleurs dicotylédones de la famille des Fabaceae (légumineuses), sous-famille des Faboideae, originaire d'Extrême-Orient et d'Amérique du Nord, qui compte sept à neuf espèces acceptées.
Ce sont des plantes ligneuses et grimpantes à feuilles composées pennées caduques et à fleurs papilionacées, dont certaines espèces sont appelées « glycines ». Certaines d'entre elles sont cultivées comme plantes ornementales en raison de leurs grappes de fleurs printanières et de leur épais feuillage. Selon les espèces et cultivars, les fleurs sont violettes, bleues ou blanches. La longueur des inflorescences varie de 10 cm à plus d'un mètre pour Wisteria floribunda var. Macrobotrys. Certains cultivars sont parfumés et, parmi ceux-ci, on retrouve les cultivars tels que "Rosea" ou "Jacko". Ces derniers sont originaires des États-Unis, de Chine et du Japon. Les graines sont toxiques. L'espèce la plus connue est Wisteria sinensis, la glycine de Chine, largement naturalisée en Europe occidentale. Une autre espèce est également fréquente, Wisteria floribunda, ou glycine du Japon.

## Étymologie
Le nom générique, Wisteria, est un hommage de Thomas Nuttall à Caspar Wistar (1761-1818), médecin anatomiste américain de Philadelphie. La lettre « e » de Wisteria (au lieu du nom attendu, Wistaria) est le résultat d'une coquille d'imprimerie.

## Historique
Vers 1687, la glycine aurait fait une entrée timide en Europe à Versailles grâce à André Le Nôtre, jardinier et architecte du Roi Louis XIV, qui en aurait obtenu des Pères jésuites missionnaires en Chine.
Vers 1724, le naturaliste britannique Mark Catesby rapporta de Caroline (États-Unis) en Angleterre l'espèce frutescens.
Vers 1816-1818, le capitaine Robert Welbank rapporta de Chine en Angleterre l'espèce sinensis.
Vers 1856, l’espèce japonaise floribunda a été introduite en Europe, aux Pays-Bas, par Philipp Franz von Siebold.

## Caractéristiques générales

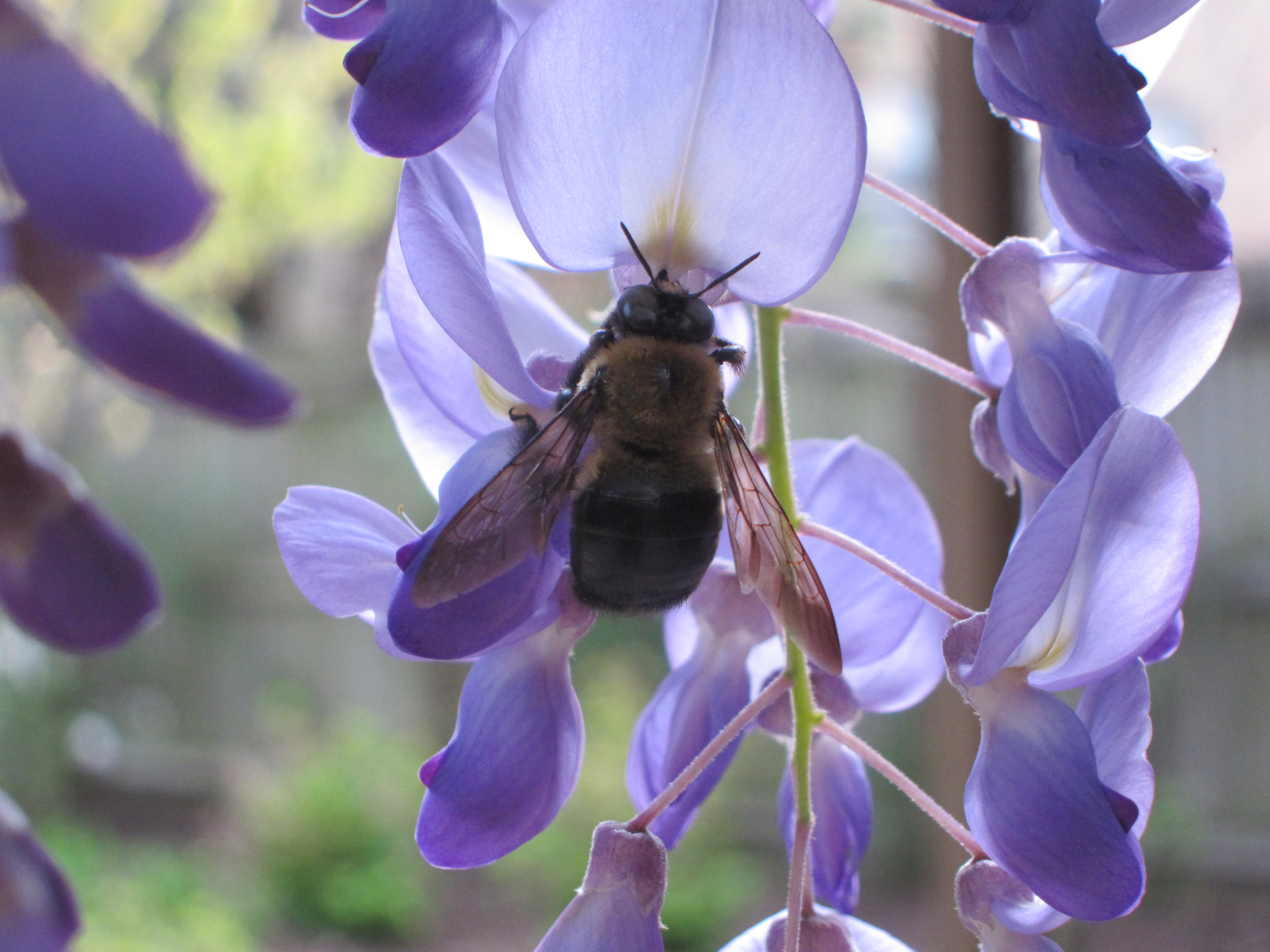
Abeille butinant une fleur de glycine.

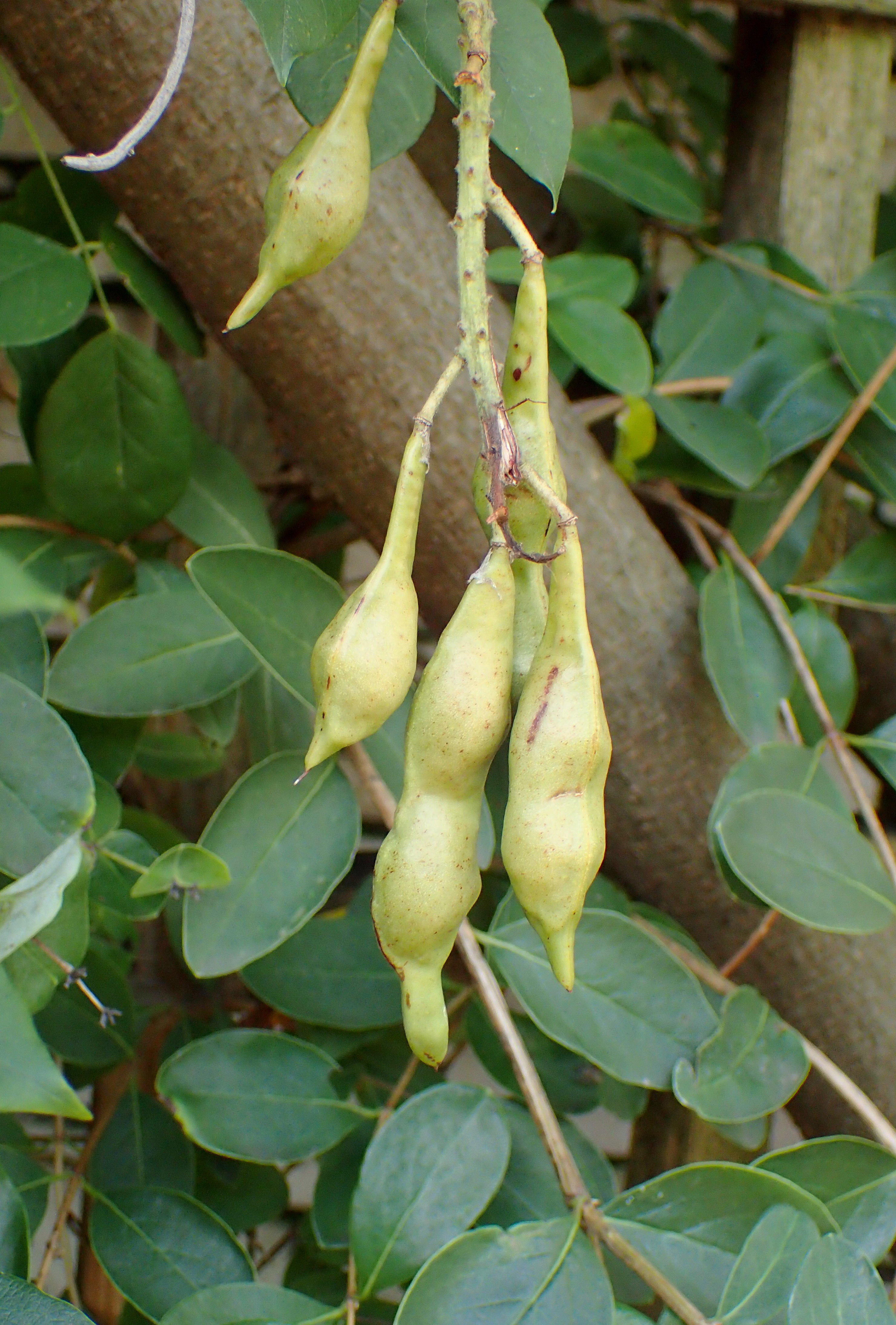
Fruits (Wisteria frutescens).

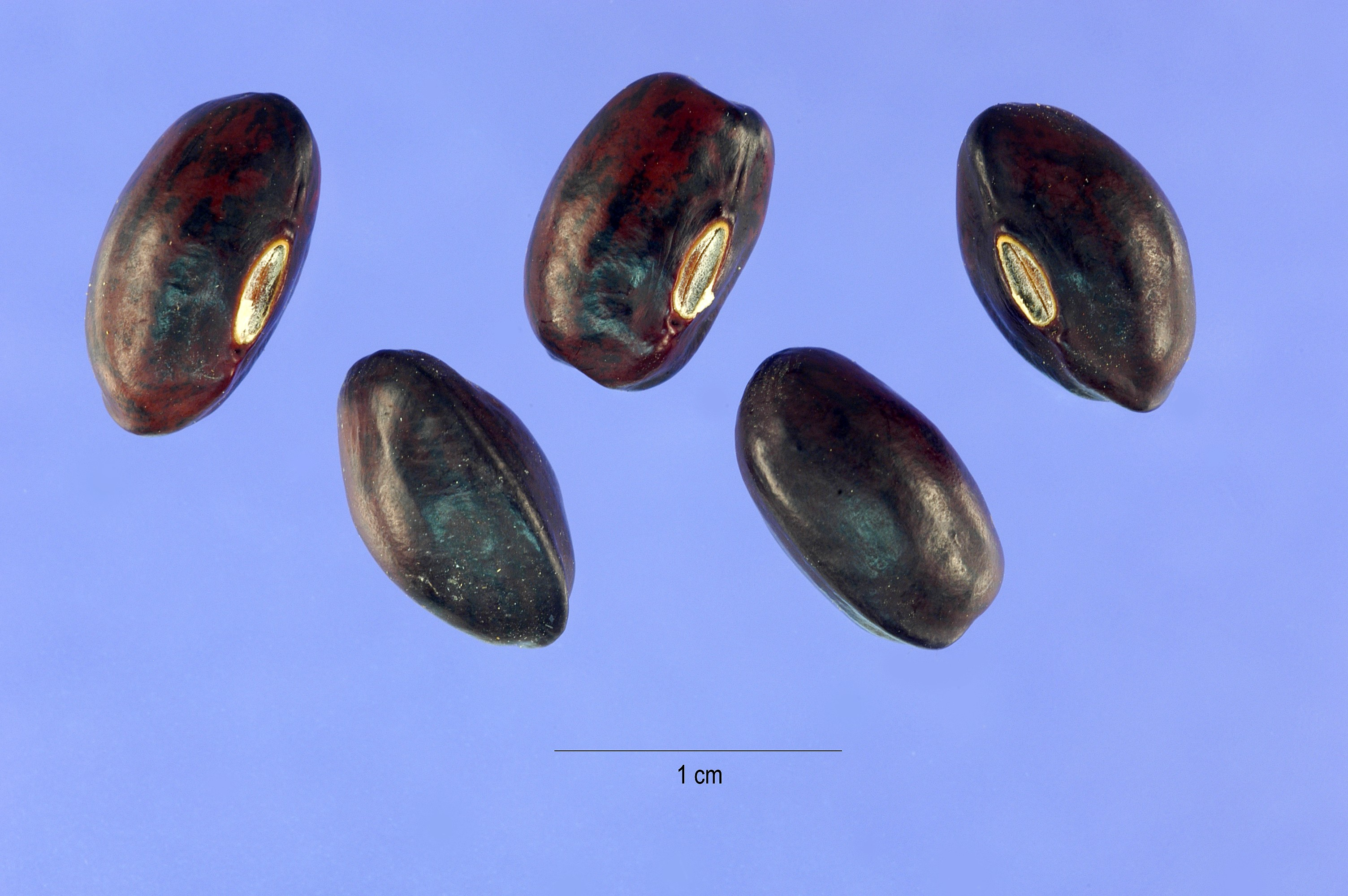
Graines (Wisteria frutescens).

Les plantes du genre Wisteria sont des lianes à feuilles caduques. Elles peuvent croître jusqu'à vingt mètres de haut et dix mètres à l'horizontal. Le spécimen de Wisteria le plus étendu au monde a été planté en 1894 et se trouve à Sierra Madre dans le comté de Los Angeles (Californie ): il couvre une superficie de plus de 0,4 hectare et son poids est estimé à 250 tonnes.
Selon les espèces, les Wisteria grimpent en s'enroulant autour de leur support (plantes volubiles) soit dans le sens des aiguilles d'une montre (par exemple Wisteria floribunda), soit dans le sens contraire (par exemple Wisteria sinensis).
Les feuilles alternes, composées imparipennées, présentent des folioles opposées, à marge entière, avec une foliole terminale à l'extrémité du rachis. Les stipules sont toujours présentes.
Les inflorescences sont des racèmes (grappes) terminales, allongées, pendantes.
Les fleurs, hermaphrodites, de couleur blanche, rose, pourpre ou bleue, sont de type papilionacé de 1,5 à 2,5 cm de long. La corolle est constituée d'un étendard, large, orbiculaire, réfléchi, glabre ou  portant à l’extérieur quelques trichomes à la base, avec deux callosités basales, et d'ailes libres, non soudées à la carène.
Les étamines diadelphes sont au nombre de dix : une étamine vexillaire distincte des neuf autres ou légèrement connée au milieu de la gaine. L’ovaire stipité, présentant des trichomes, contient cinq à seize ovules.
Le fruit est une gousse linéaire à oblancéolée, coriace, renflée au niveau des graines. Les graines, de une à six par gousse, sont réniformes à lenticulaires, sans strophiole.

## Taxinomie
Initialement classées dans le genre Glycine, certaines espèces telles que les deux sus-citées sont déplacées au début du XIXe siècle dans le nouveau genre Wisteria (les deux exemples devenant respectivement Wisteria floribunda (Willd.) DC., et Wisteria sinensis (Sims) DC). Cependant, on continua naturellement à parler de « Glycine », et les espèces ornementales deviennent des « glycines ». Les véritables espèces du genre Glycine restèrent méconnues du grand public et ne prirent pas le nom vernaculaire de « glycine ». C'est au début du XXe siècle qu'une révision taxinomique fit entrer une espèce dans le genre Glycine : Glycine max, le soja. Dès lors, un véritable décalage se fit entre langue courante et langue scientifique : le soja, comestible, est l'espèce la plus connue du genre Glycine, alors que les glycines, du genre Wisteria et justement pas du genre Glycine, ont des graines toxiques.

### Synonymes
Selon GRIN (2 mai 2019) :
- Kraunhia Raf.
- Rehsonia Stritch

### Liste d'espèces
Selon The Plant List (2 mai 2019) :
- Wisteria brachybotrys Siebold & Zucc. ;
- Wisteria brevidentata Rehder
- Wisteria floribunda (Willd.) DC. Glycine floribonde, glycine du Japon ou glycine à longues grappes, originaire du Japon, introduite en Grande-Bretagne depuis 1820[7] ;
- Wisteria × formosa Rehder [W. floribunda (Willdenow) De Candolle × W. sinensis (Sims) Sweet, syn. W. floribunda ‘Domino’]. Hybride obtenu au Massachusetts en 1905[7] ;
- Wisteria frutescens (L.) Poir. - glycine d'Amérique ;
- Wisteria sinensis (Sims) Sweet - Glycine de Chine. Plante jusqu'à 10 m de hauteur, originaire de Chine, introduit en France par Dominique Parrenin au début du XVIIIe siècle et en Grande-Bretagne par le capitaine Welbauk en 1816[7] ;
- Wisteria ventusa Rehder & Wils. ;
- Wisteria venusta Rehder & E.H. Wilson - Glycine veloutée. Plante jusqu'à 10 m de hauteur, originaire de Chine, introduite du Japon en 1900[7] ;
- Wisteria villosa Rehder.

La glycine du Japon, glycine d'été ou glycine rouge, mesurant jusqu'à 10 m de hauteur, originaire du Japon et de Corée, anciennement  Wisteria japonica, a été reclassée dans le genre Millettia, sous le nom de Millettia japonica (Siebold & Zucc.) A.Gray.

## Croissance et multiplication
Les glycines sont de croissance vigoureuse. Ainsi, un jeune sujet pourra voir sa croissance annuelle dépasser le mètre si les conditions sont optimales. De même, il est courant d'apercevoir des sujets âgés atteignant des volumes impressionnants. Un sujet issu de semis mettra, lui, une dizaine d'années avant de fleurir.
La multiplication est plus facile à partir de boutures ou de marcottes d'exemplaires dont on connaît l'aptitude à fleurir.
En moyenne la sénescence arrive à partir de 40-50 ans. Certains sujets centenaires sont mentionnés en Angleterre, en France  avec des troncs creux pouvant aller du mètre à 3,20 m de circonférence…

## Aspects culturels

### Au Japon
Dans le jeu de cartes traditionnel japonais Hanafuda, des branches de glycine sont représentées sur la série des 4 cartes du mois d'avril.

### Langage des fleurs
Dans le langage des fleurs, la glycine symbolise la tendresse.

## Galerie

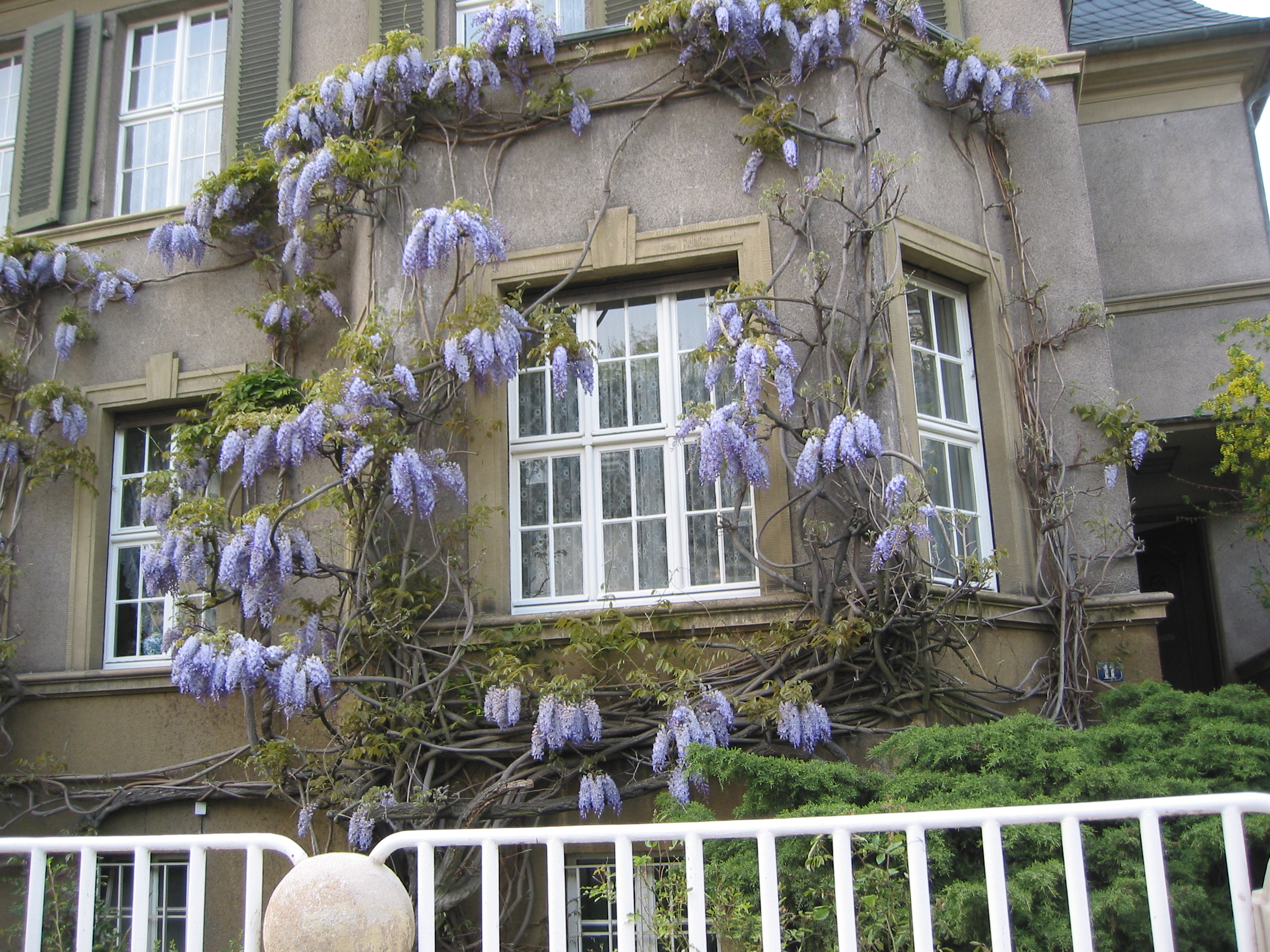
Wisteria sinensis
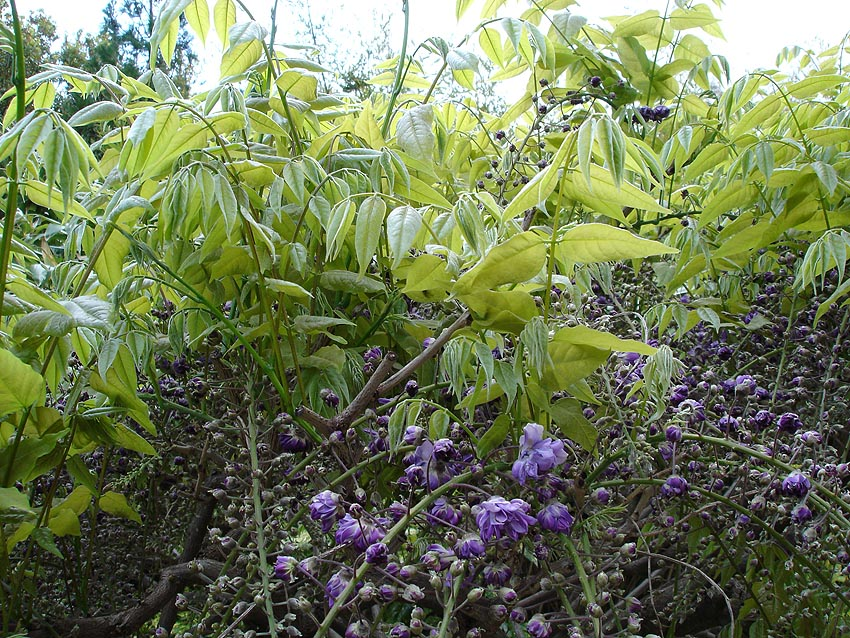
Wisteria floribunda "Violacea Plena".
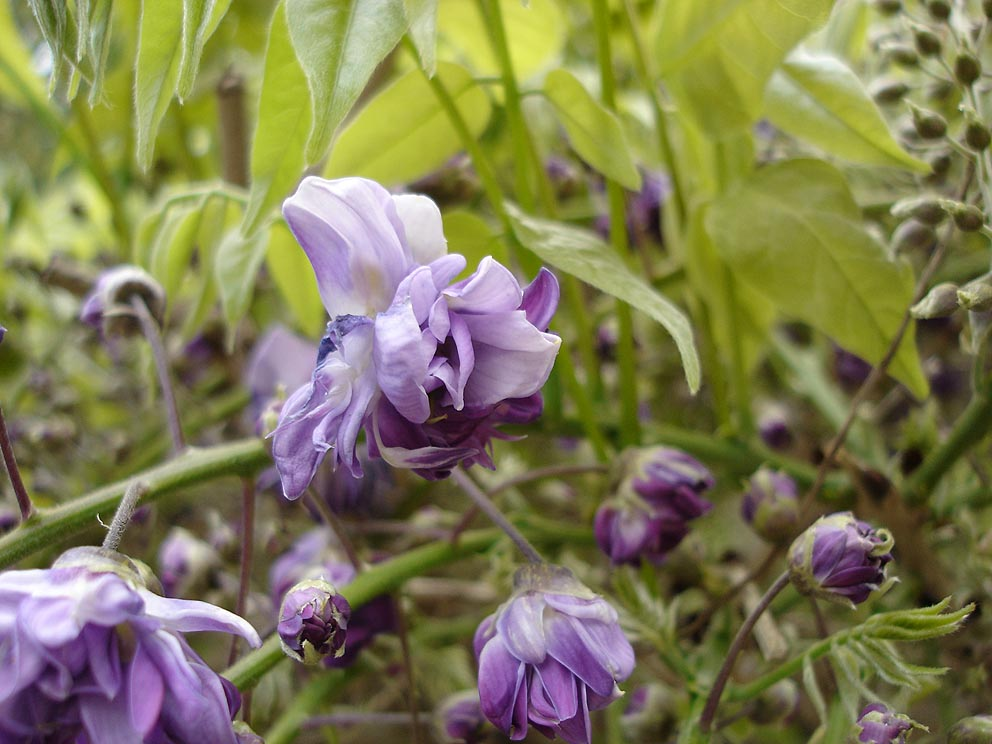
Wisteria floribunda "Violacea Plena", fleurs.
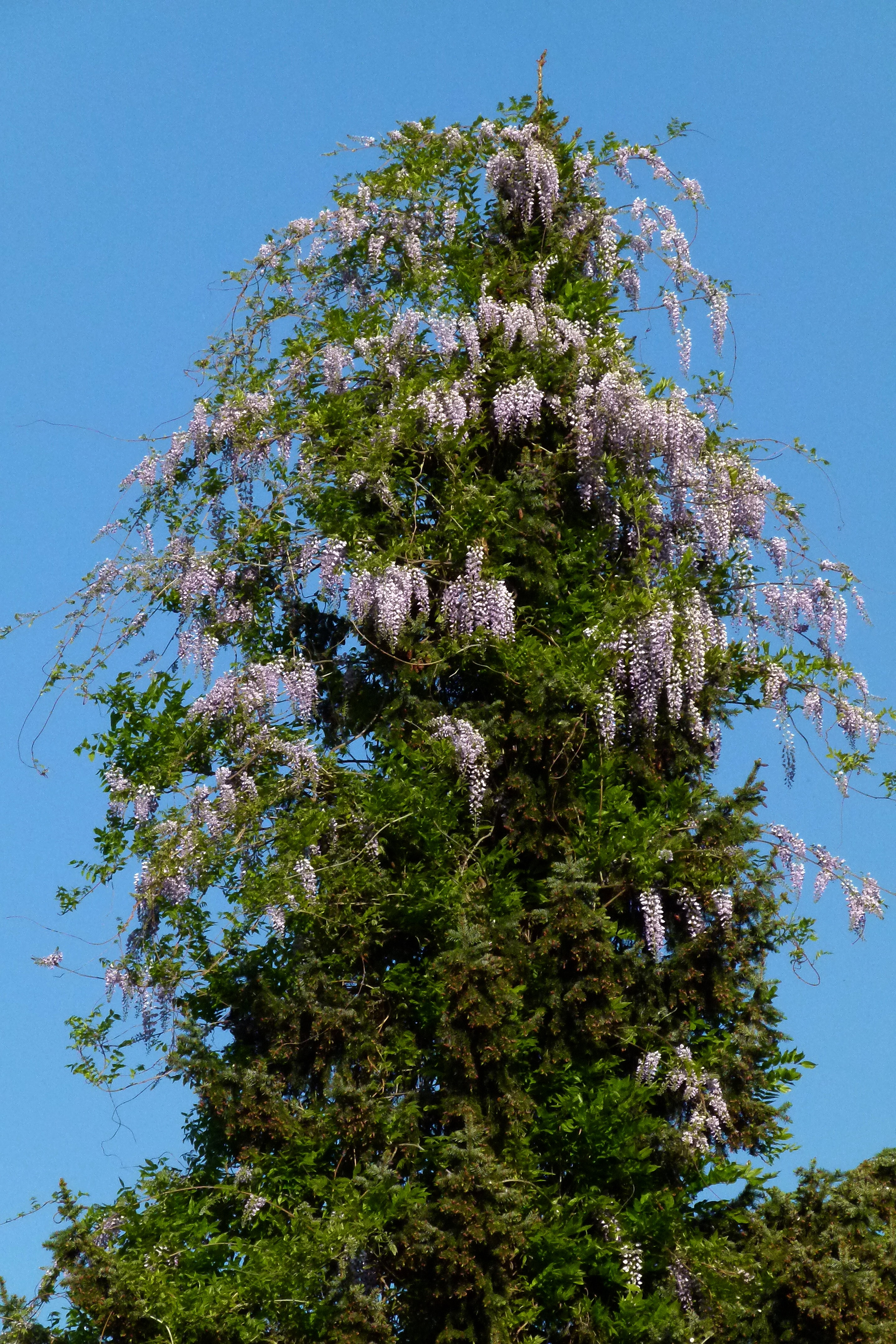
Dans un arbre de 20 mètres.

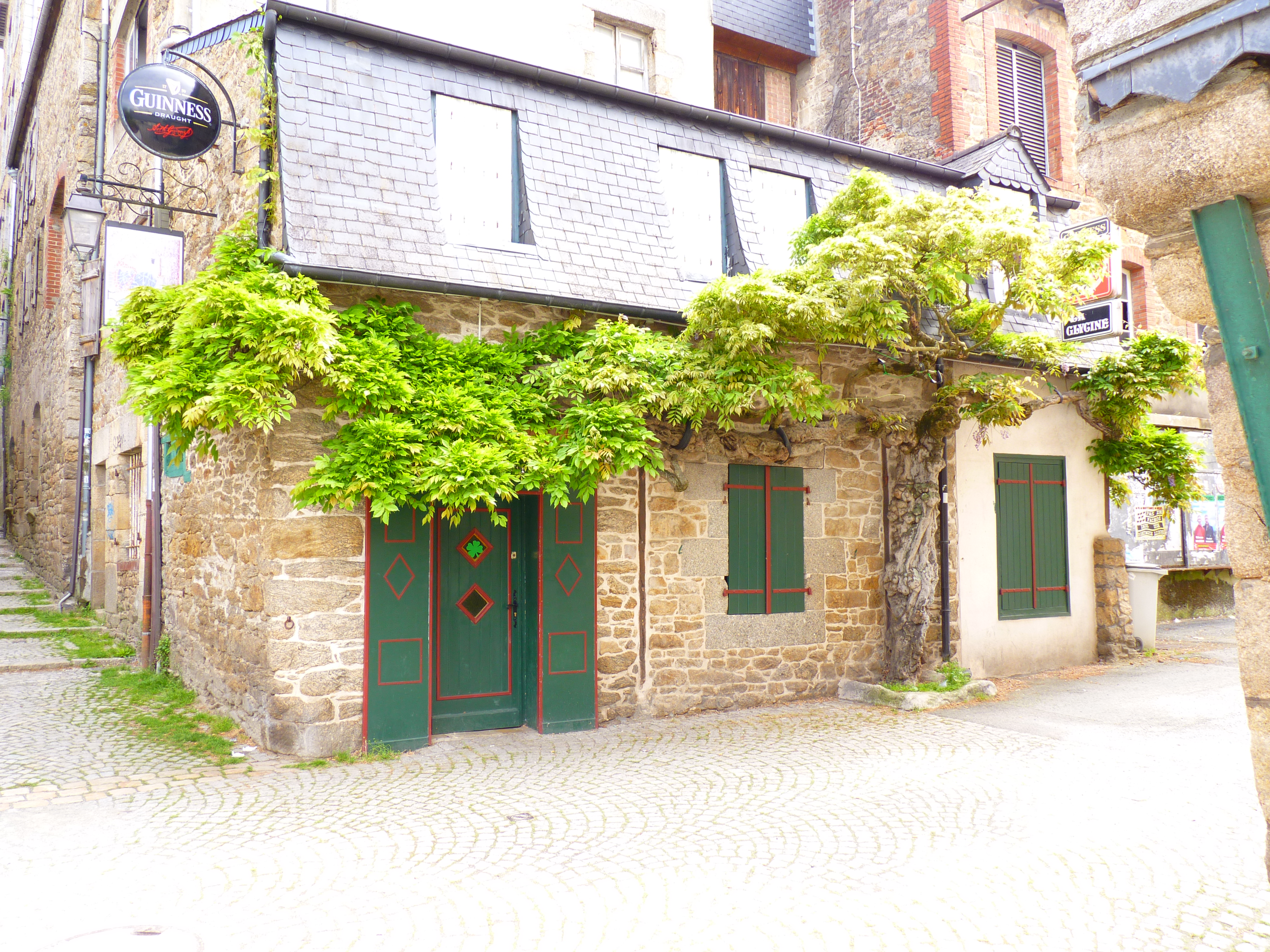
Glycine de 160 ans, classée arbre remarquable des Côtes-d'Armor, 1,20 m de circonférence.
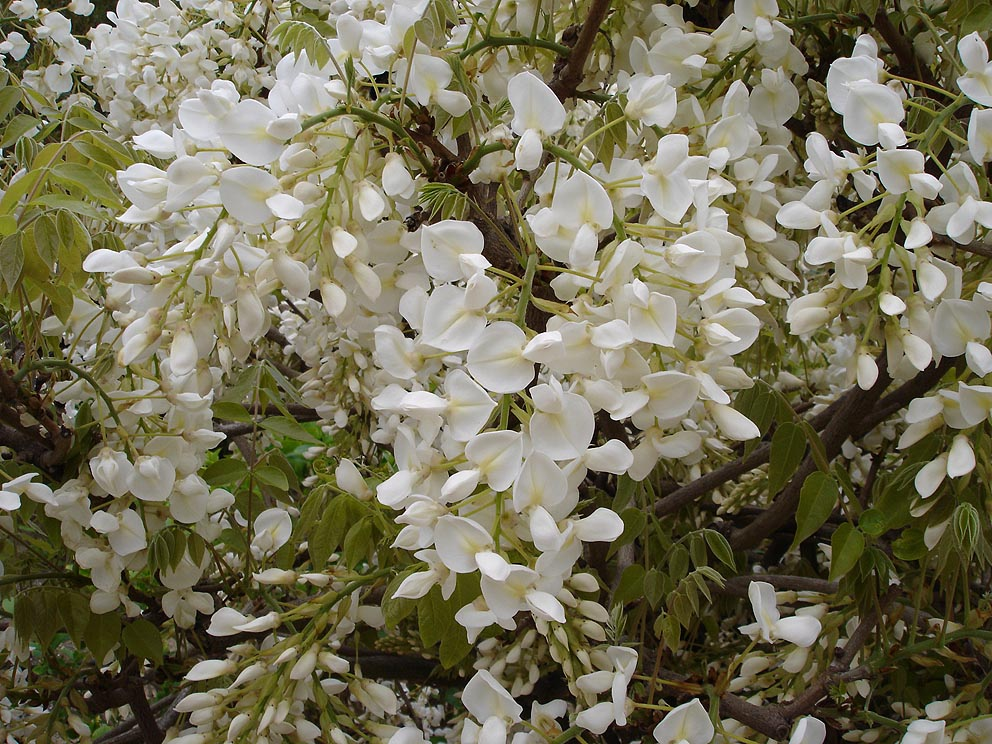
Wisteria sinensis "Alba".
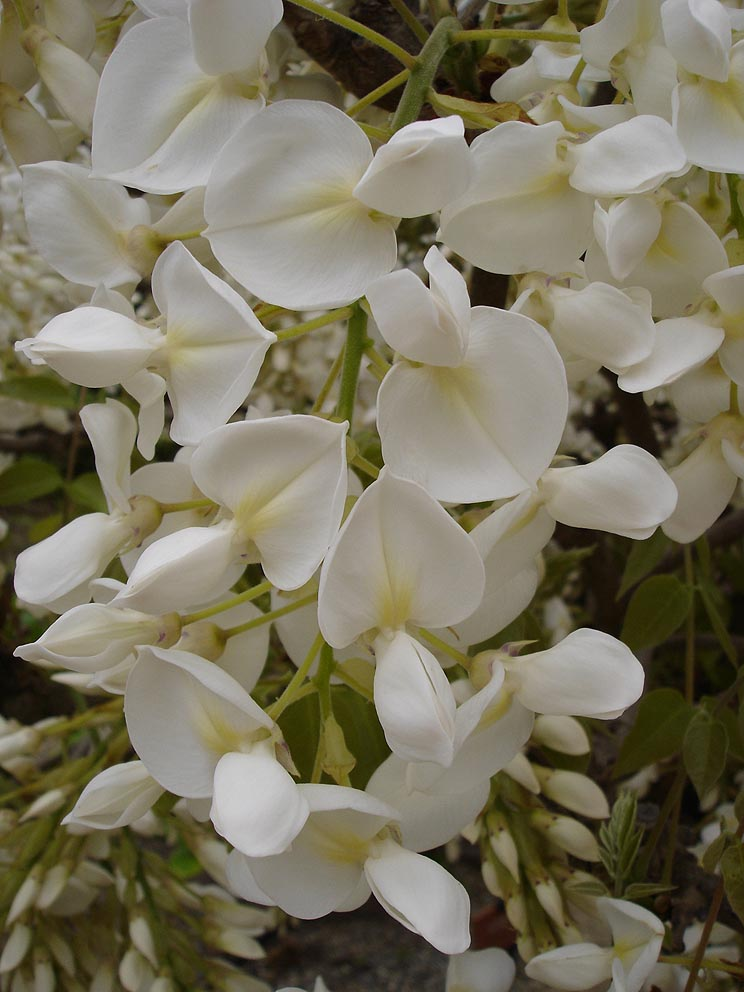
Wisteria sinensis "Alba", fleurs.
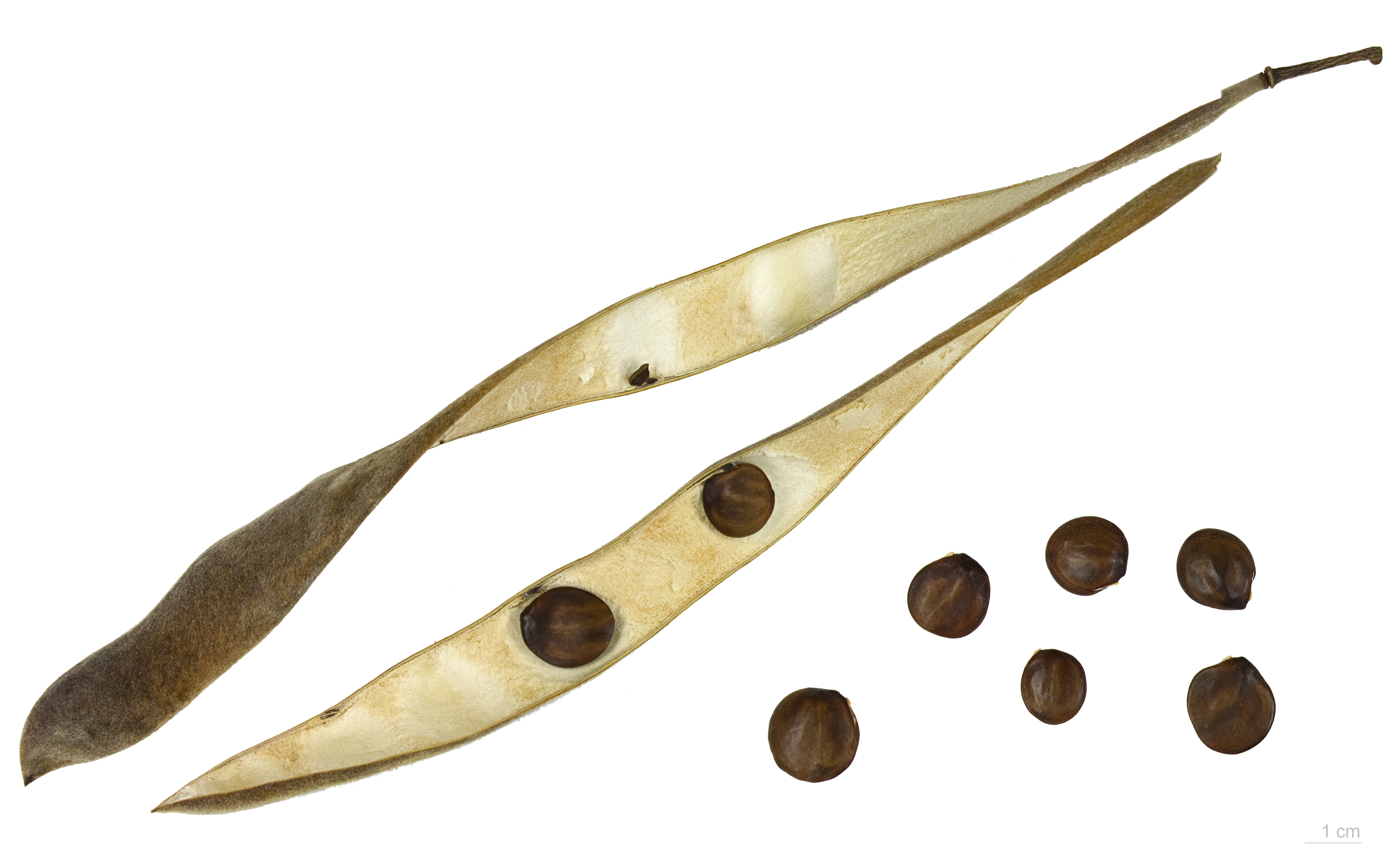
Wisteria floribunda - Muséum de Toulouse.
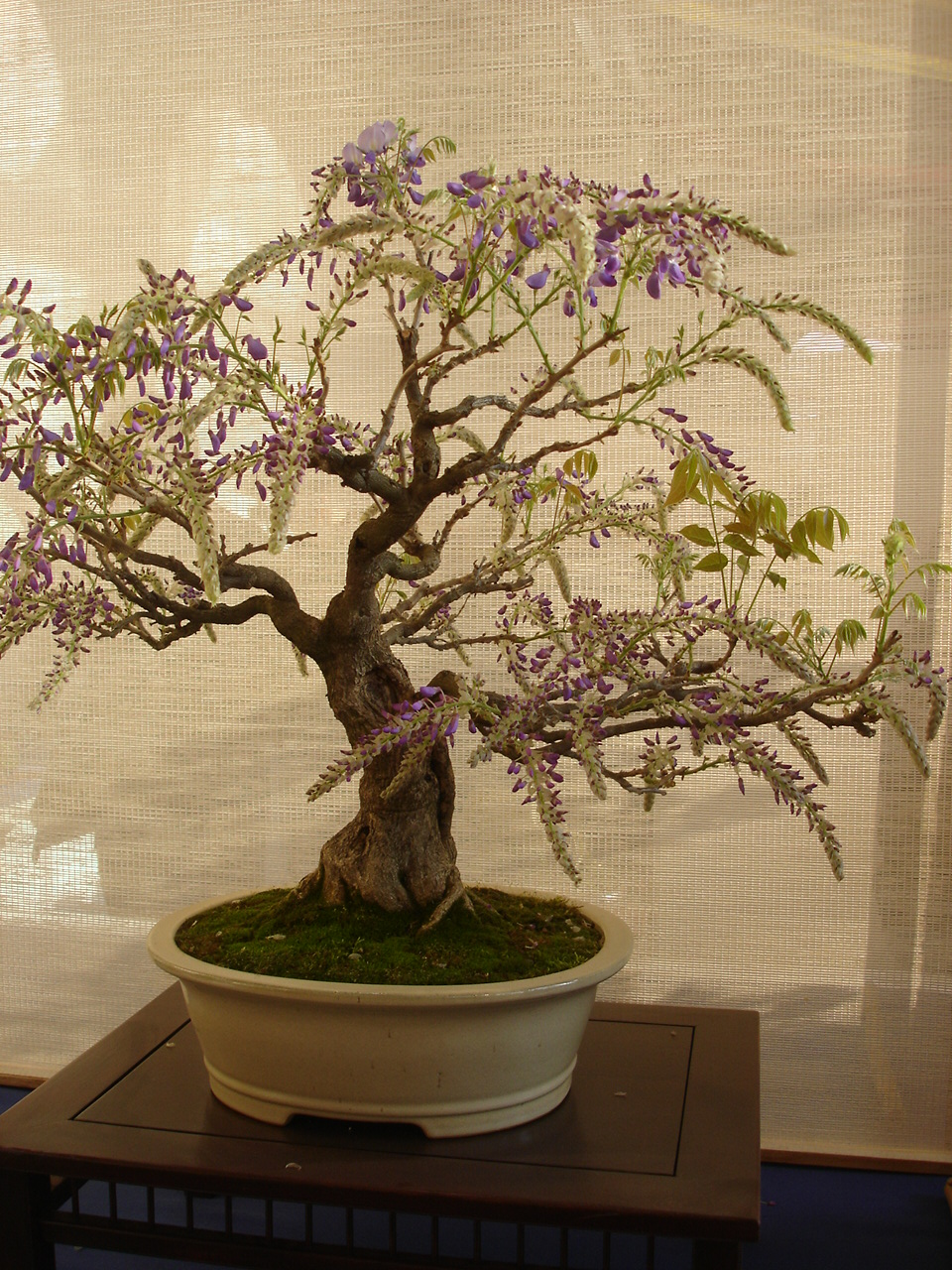
Glycine conduite en bonsaï.